# 曹治雄
曹治雄（1930年9月20日—2011年10月8日）湖南省长沙县榔梨镇人，中华人民共和国官员、编辑。

## 生平
1949年5月到8月，曹治雄在湖南湘潭的中国人民解放军湖南人民解放总队湘中第一支队工作。1949年8月到1950年7月，任湖南省立第一师范学校团委委员。1950年7月到1954年3月，在中央团校历任语文教研室、理论班辅导员、班秘书。其间，1952年12月参加了中国共产党。
1954年3月到1960年6月，曹治雄在团中央历任胡耀邦办公室秘书、宣传部科员。1954年3月，曹治雄自中央团校调至团中央任胡耀邦的秘书，任该职务三年半。1956年，由于《中国青年报》刊登攻击侮辱林希翎的文章引起争议，胡耀邦接见了林希翎，任胡耀邦秘书的曹治雄由此结识林希翎，并同其恋爱。1957年，曹治雄将当时在中华人民共和国尚未向公众公布的赫鲁晓夫的秘密报告借给林希翎看，结果林希翎将报告的内容通过演讲等形式公布。林希翎遭到批判后，曹治雄也遭到公安部部长罗瑞卿的调查。此后，1957年，曹治雄辞去胡耀邦办公室秘书的职务。林希翎被划为右派后，曹治雄于1958年也被划为右派，并被开除中共党籍，下放农村劳动。1959年被摘掉右派帽子。1960年不再下放劳动，被分配到中国青年出版社任编辑。
1960年6月至1966年6月，曹治雄任中国青年出版社编辑。1966年6月到1977年9月在中国青少年出版社任职。1977年9月到1984年9月在中国少年儿童出版社历任编辑、编辑室副主任。1984年9月到1986年10月，任职于文物出版社，历任《文物天地》杂志主编、第二图书编辑部主任。1986年10月到1987年7月，任中共中央统战部研究室正处级调研员。1987年7月，被调往中国出版科学研究所（2010年更名为中国新闻出版研究院），历任《当代中国的出版事业》编辑室主任、中国书籍出版社总编辑，1988年8月升为编审，1991年起享受政府特殊津贴，1994年10月离休。
2011年10月8日，曹治雄在北京逝世，享年81岁。